# Dr. Milton Irias
Milton Teodoro Irias Junior, mais conhecido como Dr. Milton Irias (Contagem, 14 de setembro de 1976), é um médico e político brasileiro, filiado ao Avante. Atualmente, exerce o cargo de prefeito de Ponte Nova, Minas Gerais, para o mandato de 2025-2028.
Antes de sua eleição como chefe do executivo municipal, construiu uma carreira consolidada na medicina, atuando como coordenador do Centro de Terapia Intensiva (CTI) do Hospital Nossa Senhora das Dores (HNSD). Ingressou na vida pública concorrendo ao cargo de deputado estadual por Minas Gerais em duas ocasiões, alcançando a suplência em ambas. Foi eleito prefeito em 6 de outubro de 2024, em sua primeira disputa para um cargo executivo, sucedendo Wagner Mol Guimarães.

## Biografia e Carreira na Medicina

### Origens e Família
Milton Teodoro Irias Junior nasceu em Contagem, mas suas raízes estão profundamente ligadas à Zona da Mata Mineira. Aos dois anos de idade, mudou-se para Amparo do Serra, onde foi criado na Fazenda Santana por seus avós maternos, José Firmino Bitencourt e Maria Aparecida Bitencourt. Sua formação inicial ocorreu na Escola Estadual Alfredo do Carmo, em Amparo do Serra, onde cursou até a oitava série. Aos 14 anos, transferiu-se para o Colégio Salesiano Dom Helvécio para concluir o ensino médio.
Sua trajetória é marcada por uma forte herança política familiar. Seu avô, José Firmino Bitencourt, foi vereador e vice-prefeito em Amparo do Serra, constituindo sua primeira e mais citada inspiração política. Essa influência se aprofundou com seu casamento com Kátia Jardim de Carvalho Irias, atual Secretária Municipal de Saúde de Ponte Nova, que também pertence a uma família com notável e extenso legado na política local e regional. O sogro de Milton, Joãozinho Carvalho, foi prefeito de Ponte Nova entre 2009 e 2012. O avô materno de sua esposa, Carlos Jardim de Rezende, foi vereador, vice-prefeito (1993-1995) e prefeito (1995-1996). Já o avô paterno, João Vidal de Carvalho, foi prefeito de Ponte Nova (1955-1959) e deputado estadual (1959-1963). A união das famílias Irias/Firmino e Carvalho/Rezende representa, portanto, a consolidação de um significativo capital político, unindo redes de influência que abrangem múltiplas gerações e vertentes políticas da região. O casal tem dois filhos, Arthur e Maria Alice.

### Formação Acadêmica e Atuação como Médico
Milton Irias graduou-se em Medicina pela UNIRIO no ano 2000. Após a graduação, aprofundou seus estudos com residências em clínica médica e cardiologia, além de uma especialização em ecocardiografia. Obteve os títulos de especialista em cardiologia pela Sociedade Brasileira de Cardiologia (SBC) e em terapia intensiva pela Associação de Medicina Intensiva Brasileira (AMIB).
Em janeiro de 2006, retornou a Minas Gerais, estabelecendo-se em Ponte Nova. Sua carreira médica no município foi centrada no Hospital Nossa Senhora das Dores (HNSD), onde atuou como médico do corpo clínico e, notavelmente, como coordenador do Centro de Terapia Intensiva (CTI) para adultos. Além de sua atuação no HNSD, manteve uma clínica particular e prestou serviços nos municípios vizinhos de Oratórios e Urucânia.
Sua experiência profissional, especialmente na liderança do CTI durante a pandemia de COVID-19, proporcionou-lhe um conhecimento profundo sobre as urgências e deficiências do sistema de saúde local. Essa vivência direta com a infraestrutura hospitalar e as necessidades da população influenciou diretamente suas prioridades ao ingressar na gestão pública. Sua dedicação foi publicamente reconhecida em dezembro de 2021, quando foi homenageado com a Comenda Paul Harris, a maior honraria concedida pelo Rotary Club, por sua atuação na coordenação das UTIs durante a crise sanitária.

## Trajetória Política
A entrada de Milton Irias na política foi um processo gradual, construído sobre o reconhecimento de sua atuação profissional e o capital político familiar. Sua trajetória inclui duas candidaturas ao legislativo estadual antes de alcançar o executivo municipal.

### Candidaturas a Deputado Estadual
Em 2014, Milton Irias concorreu pela primeira vez a um cargo eletivo, disputando uma vaga de deputado estadual pelo Partido Trabalhista do Brasil (PT do B). Embora não tenha sido eleito, alcançou a posição de suplente, marcando sua estreia na arena política.
Oito anos depois, nas eleições de 2022, candidatou-se novamente à Assembleia Legislativa de Minas Gerais, desta vez pelo partido Avante. Nesta segunda tentativa, obteve uma votação expressiva, superando os 25 mil votos, o que lhe garantiu a primeira suplência. Esse resultado consolidou seu nome como uma liderança política de relevância regional, especialmente no Vale do Piranga, e pavimentou o caminho para sua candidatura majoritária subsequente.

### Eleição para a Prefeitura de Ponte Nova (2024)
Em 2024, Dr. Milton lançou sua candidatura a prefeito de Ponte Nova pelo Avante, formando chapa com a então vereadora Aninha de Fizica como vice. A candidatura foi sustentada pela coligação "Ponte Nova Merece Mais", que reuniu um amplo arco de alianças, incluindo os partidos MDB, PL, AGIR, PSB, AVANTE e SOLIDARIEDADE.
Sua campanha foi caracterizada por um discurso focado em propostas, sendo descrita como "propositiva" e centrada em um "projeto sério para Ponte Nova", evitando confrontos diretos e ataques aos adversários. O resultado das urnas confirmou sua força política: em 6 de outubro de 2024, foi eleito com 16.439 votos, o que corresponde a 51,74% dos votos válidos, tornando-se o quarto prefeito mais votado na história do município. Sua vitória foi celebrada pelo prefeito que o antecedeu, Wagner Mol (PSB), que a interpretou como um reconhecimento da população ao trabalho de sua gestão e um voto pela continuidade do projeto político.
| Candidato(a) a Prefeito(a) | Partido/Coligação      | Votos  | % Válidos |
| -------------------------- | ---------------------- | ------ | --------- |
| Dr. Milton (AVANTE)        | Ponte Nova Merece Mais | 16.439 | 51,74%    |
| Guto Malta (PT)            | PT/PV                  | 12.182 | 38,34%    |
| Valéria Alvarenga (PP)     | PP                     | 2.149  | 6,76%     |
| André Luiz (PMB)           | PMB                    | 1.003  | 3,16%     |

Fonte: Folha de Ponte Nova

## Prefeito de Ponte Nova (Gestão 2025-2028)
A gestão de Milton Irias à frente da Prefeitura de Ponte Nova teve início em 1º de janeiro de 2025, com foco em reestruturação administrativa, saúde pública e projetos de infraestrutura.

### Início da Gestão e Reforma Administrativa
A posse ocorreu em 1º de janeiro de 2025, e a formação do secretariado refletiu uma estratégia de combinar experiência técnica, valorização de servidores de carreira e continuidade de quadros de gestões anteriores. A nomeação de sua esposa, Kátia Irias, para a Secretaria de Saúde, e a manutenção de André Nunes na Secretaria da Fazenda, cargo que ocupa desde 2013, foram destaques.
Uma das primeiras medidas de seu governo foi encaminhar à Câmara Municipal um projeto de lei de reforma administrativa. A proposta visava criar novas secretarias, como a de Urbanismo e Desenvolvimento Econômico e a de Mobilidade Urbana e Transportes, além de redefinir cargos para adequar a estrutura municipal às demandas contemporâneas e corrigir déficits de pessoal. Em um balanço dos primeiros 100 dias de governo, Milton Irias criticou gestões anteriores por uma "possível falta de planejamento e modelo centralizador", embora tenha ressaltado a seriedade de seus antecessores.

### Principais Programas e Projetos
A administração de Dr. Milton tem se caracterizado pela forte articulação com o setor empresarial e pela priorização de projetos estratégicos em saúde e infraestrutura.

#### Saúde Pública
Refletindo sua experiência profissional, a saúde tem sido uma área central de sua gestão. Ele participou ativamente da mobilização para a instalação de um acelerador linear no Hospital Nossa Senhora das Dores, anunciando um repasse de R$ 300 mil do município para garantir a conclusão da obra, um marco para o tratamento oncológico na região.
Outro projeto prioritário é a construção de uma nova e moderna sede para o Asilo Municipal, a ser erguida no bairro Primavera. Com um orçamento estimado em R$ 12 milhões, a nova estrutura visa dobrar a capacidade de atendimento e incluir uma "creche para idosos". Para viabilizar financeiramente a obra, a gestão apoia a campanha "Imposto Solidário", uma iniciativa da sociedade civil, liderada pela Associação Amigos da Base, que incentiva contribuintes a destinarem parte de seu imposto de renda para o Fundo Municipal do Idoso.

#### Infraestrutura e Desenvolvimento Urbano
No campo da infraestrutura, a principal bandeira é a construção da segunda alça do Anel Rodoviário de Ponte Nova. Considerada vital para o escoamento da produção industrial e agrícola, a obra tem sido pauta de reuniões com o Governo do Estado de Minas Gerais, com a participação ativa do prefeito ao lado de empresários locais, sobretudo vinculados à Bartofil, Saudali e Laticínios Porto Alegre.
A gestão também tem se destacado pela implementação de Parcerias Público-Privadas (PPP). Um exemplo notável foi a recuperação de um trecho da via de acesso ao bairro Ana Florência, realizada em colaboração com a Bartofil Distribuidora, que cedeu mão de obra e maquinário. Este modelo de governança, que une a ação pública à capacidade de execução do setor privado, tem sido uma marca da administração, otimizando recursos para a realização de projetos-chave.

#### Governança
Para aproximar a gestão da população, foi implementado o programa "Prefeito no Seu Bairro", que consiste em visitas periódicas às comunidades para ouvir demandas e encaminhar soluções de forma direta. Foi a partir de uma dessas agendas que a parceria para a obra no bairro Ana Florência foi estabelecida.

## Inspirações Políticas
Em seu discurso de posse, Milton Irias fez questão de destacar as figuras que influenciaram sua formação política, demonstrando uma forte conexão com a história de sua região de origem e de Ponte Nova.
Sua principal inspiração, conforme declarado, é seu avô materno, José Firmino Bitencourt, que teve uma carreira política como vereador e vice-prefeito em Amparo do Serra. Além da referência familiar direta, Milton Irias reverenciou a memória de outros líderes políticos de Amparo do Serra que, como ele, construíram suas carreiras em Ponte Nova:
- Raimundo Bellico Sobrinho (prefeito entre 1959 e 1963).
- Abdalla Felício (prefeito entre 1963 e 1966).
- Antônio Bartolomeu (vice-prefeito de 1973 a 1977 e prefeito em dois mandatos, de 1977 a 1983 e de 1989 a 1992).

A menção a Antônio Bartolomeu é particularmente relevante, considerando a aliança da gestão de Milton Irias com a família Bartolomeu, fundadora de um dos maiores conglomerados empresariais da Zona da Mata Mineira.